# TG-4滑翔機
Laister-Kauffman TG-4（其設計者將其命名為LK-10 Yankee Doodle 2）是一款於第二次世界大戰期間生產的滑翔機，用於訓練運輸滑翔機的飛行員。TG-4是一款採用傳統設計的滑翔機，機身採用鋼管結構，機翼和尾翼採用木質結構，機身外皮則覆蓋織物。

## 發展

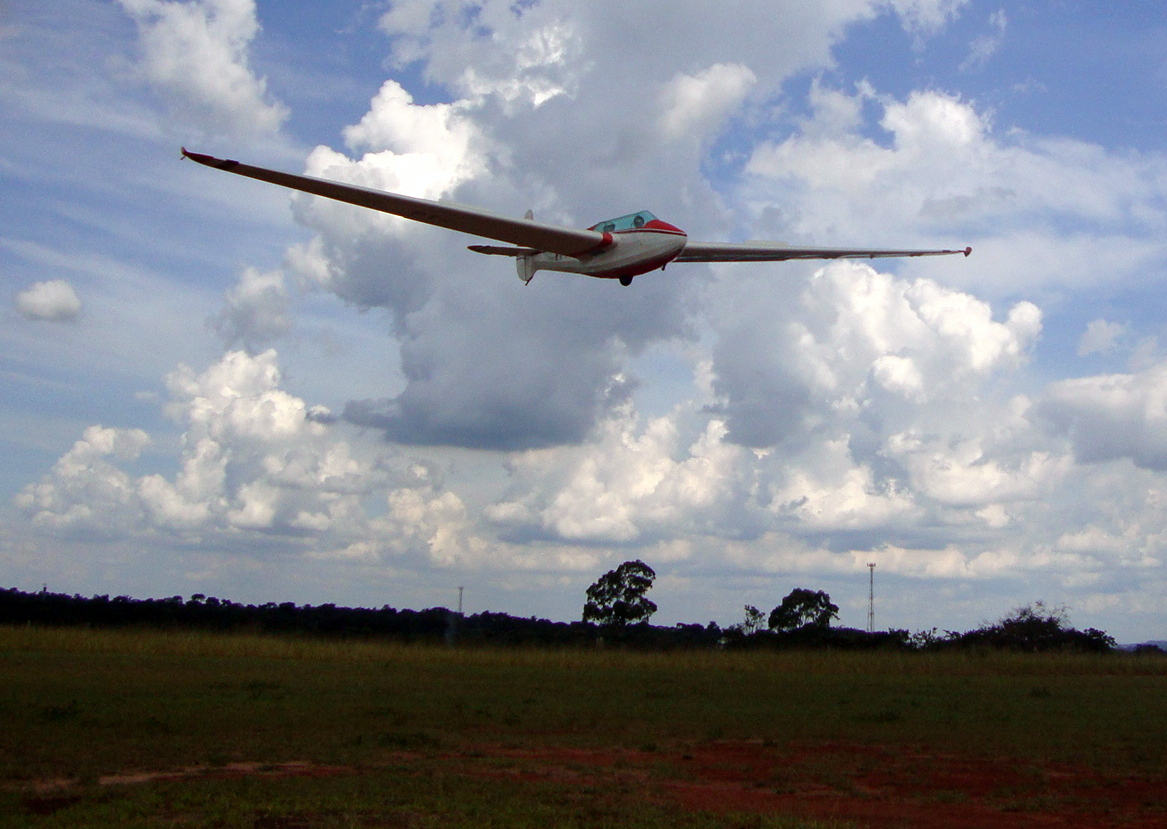
Laister-Kauffman TG-4 PT-PAZ

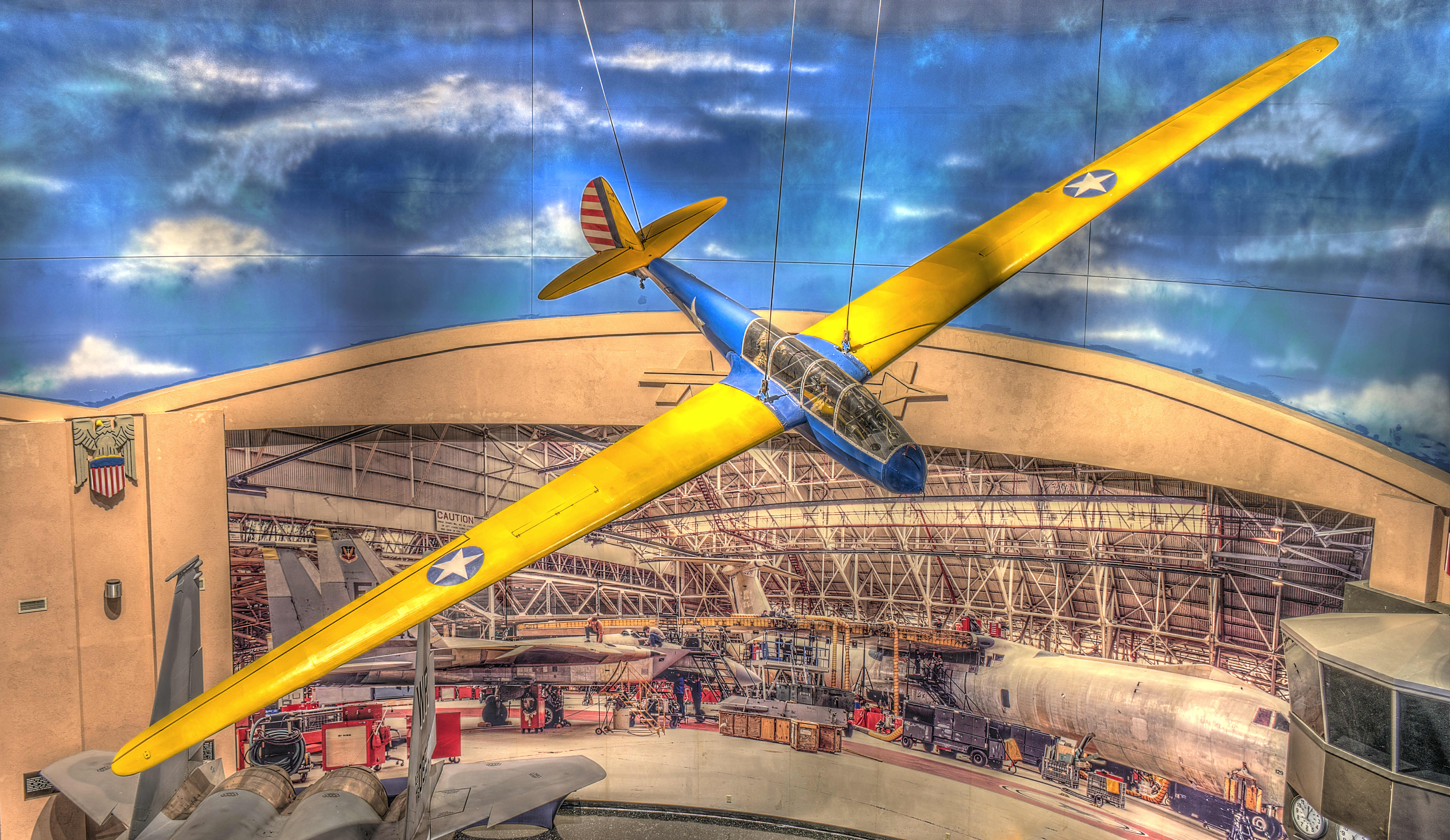
展示於飛行器博物館的TG-4

為響應美國陸軍航空軍的成立，傑克·萊斯特(英語：Jack Laister)以1938年為勞倫斯理工大學設計的Yankee Doodle為基礎，於1941年推出Yankee Doodle 2。相較於前版，Yankee Doodle 2增加一座位，並將平直機翼改成鷗翼。而後萊斯特找到商人約翰·考夫曼（英語：John Kauffmann）作為贊助商，兩人於密蘇里州聖路易聯合成立萊斯特-考夫曼公司，陸軍航空軍隨後也訂購3架原型機，並命名XTG-4。
由於該型號優異的性能，陸軍隨後分兩批，一共訂購150架TG-4。然而，由於TG-4的飛行技術與服役中的運輸滑翔機不太相同，因而作用不大。很快，所有TG-4皆在戰爭結束前退役。戰後，許多TG-4，作為民用滑翔機繼續活躍於美國民間。

## 型號

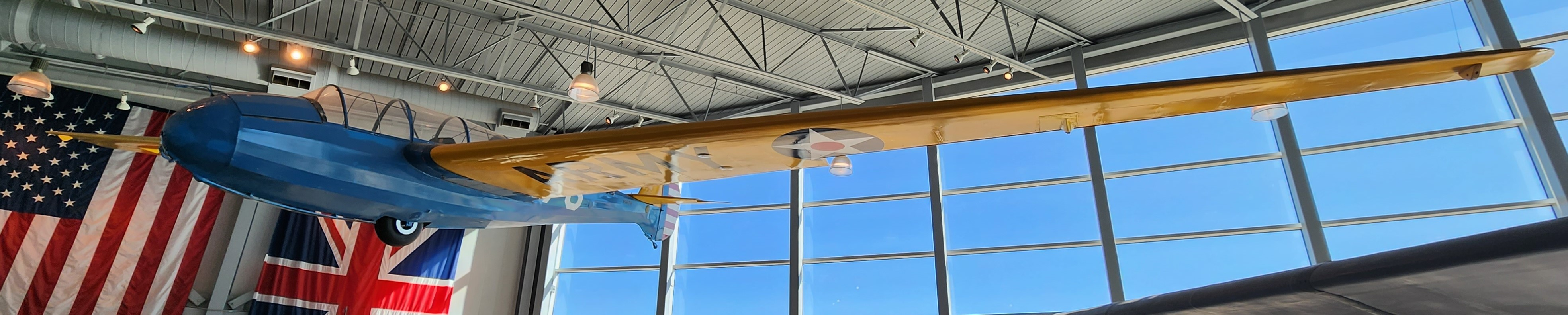
位於沈默之翼博物館的TG-4

- XTG-4 -原型機，共3架
- TG-4A -量產版本，共150架
- TG-4B -民用版本，計畫取消

## 相關
- Shenstone, B.S.; K.G. Wilkinson.  1st. Zurich: Organisation Scientifique et Technique Internationale du Vol a Voile (OSTIV) and Schweizer Aero-Revue. 1963: 160–162 （英语、法语及德语）.
- US Southwest Soaring Museum. . 2010  [26 May 2011]. （原始内容存档于2022-11-20）.

## 延伸閱讀
- Taylor, Michael J. H. . London: Studio Editions. 1989: 563.
- Salmi, Reino J. . The Wisconsin Engineer. March 1943, 47 (6): 8–9  [2008-09-16]. （原始内容存档于2012-10-22）. (uncorrected OCR)

## 外部連結
- Laister-Kauffmann TG-4A （页面存档备份，存于） – National Museum of the United States Air Force
- Sailplane Directory entry on the LK-10
- LTU timeline （页面存档备份，存于）
- Air Mobility Command museum
- Aircraft/laister-kauffman_tg-4a.htm Museum of Aviation[永久]
- The Air Mobility Command Museum